# トワイライトシンドローム デッドゴーランド
『トワイライトシンドローム デッドゴーランド』は、2008年8月16日公開の日本映画。

## 概要
前作トワイライトシンドローム デッドクルーズと共に、ニンテンドーDSのホラーゲーム「トワイライトシンドローム 禁じられた都市伝説」の発売に合わせて同時公開された。

## あらすじ
郊外の遊園地で、新作ゲームの発表会が行われた・・・。しかし、そのゲームとは紛れもない「殺人ゲーム」だった。

## キャスト
- メイ（演・荒井萌）
- チカコ（演・星井七瀬）
- ケンタロウ（演・馬場徹）
- ユキヒコ（演・斉藤崇）
- コトミ（演・吉川まりあ）
- タイチ（演・泉澤俊希）
- ショウ（演・金井勇太）
- マキノ（演・戸田昌宏）

## スタッフ
- 監督：安里麻里
- 脚本：安里麻里、南川要一
- 撮影：田辺司
- 音楽：長嶌寛幸
- 製作：トワイライトシンドローム製作委員会
- 制作プロダクション：キックファクトリー
- 配給：ジョリー・ロジャー